# Medal Ochotnika 1940–1945
Medal Ochotnika 1940–1945 (fr. Médaille du Volontaire 1940–1945, niderl. Medaille van de Oorlogsvrijwilliger 1940–1945) – belgijski medal wojskowy ustanowiony dekretem księcia regenta Karola Koburga z 16 lutego 1945 roku. Mogli być nim odznaczani zarówno Belgowie, jak i cudzoziemcy, którzy zaciągnęli się na ochotnika do belgijskich sił zbrojnych podczas II wojny światowej. Medal mógł być również przyznawany ochotnikom służącym w belgijskich jednostkach Royal Air Force, Royal Navy oraz brytyjskiej marynarki handlowej.

## Opis
Odznakę stanowi okrągły medal wykonany z brązu o średnicy 38 mm. Na awersie widnieje wizerunek stojącego w postawie swobodnej żołnierza trzymającego karabin z bagnetem. Za sylwetką żołnierza znajduje się duża litera V (od Victoria, zwycięstwo) na tle wschodzącego słońca. Na rewersie widnieje reliefowy wizerunek flamandzkiego lwa pomiędzy łukowym, łacińskim napisem VOLONTARIIS a datami 1940 i 1945.
Medal zawieszony na pierścieniu przechodzącym przez pętlę z jedwabnej wstążki typu moiré o szerokości 38 mm, składającej się z piętnastu naprzemiennych czerwonych i niebieskich pasów o szerokości 2 mm oraz dwóch niebieskich pasów na krawędziach o szerokości 4 mm.